# 司布真 (印第安納州)
司布真（英語：Spurgeon）是一個位於美國印第安納州派克縣的城鎮。

## 人口
根據2010年美國人口普查的數據，司布真的面積為0.45平方千米，當中陸地面積為0.45平方千米，而水域面積為0.00平方千米。當地共有人口207人，而人口密度為每平方千米460人。